# Io, Cthulhu
Io, Cthulhu è un racconto breve umoristico dello scrittore fantasy Neil Gaiman, con protagonista Cthulhu di H. P. Lovecraft intento a dettare la propria autobiografia ad uno schiavo umano di nome Whateley. La storia rivela molto riguardo alla "nascita" di Cthulhu e alla sua infanzia. 
Il racconto è a dicembre 2012 leggibile per intero sul sito ufficiale di Neil Gaiman.
In Italia è stato pubblicato sull'almanacco Effemme 